# Premier congrès international de la langue catalane
 (janvier 2023).
Si vous disposez d'ouvrages ou d'articles de référence ou si vous connaissez des sites web de qualité traitant du thème abordé ici, merci de compléter l'article en donnant les références utiles à sa vérifiabilité et en les liant à la section « Notes et références ».

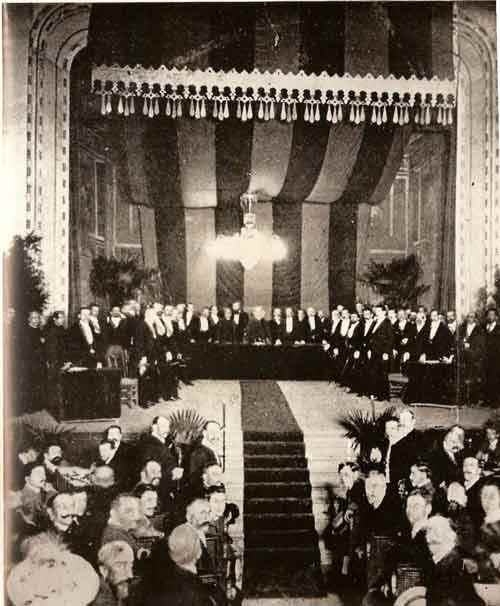
Photo prise à l'occasion du premier congrès international de la langue catalane.

Le premier congrès international de la langue catalane se déroula du 13 au 18 octobre 1906 à Barcelone.
Il fut organisé et présidé par Antoni M.Alcover, et conseillé par Bernhard Schädel. Son objectif principal était d’orienter les études sur la langue catalane pour en rédiger sa grammaire, mais ces actes sont devenus une manifestation d'adhésion collective à la langue catalane et ont plébiscité en faveur de la codification définitive de la langue. Outre le prestige croissant du catalan, le principal aboutissement du congrès a été la rapide codification de l’orthographe et de la grammaire du catalan.

## Contexte historique
Pendant la période de l'Art nouveau sont apparues partout dans les Pays Catalans, mais surtout en Catalogne, une série d’initiatives d'institutionnalisation et de modernisation culturelle en marge du monde officiel espagnol de la Restauration, telle que l’émergence des excursions scientifiques autour de différents centres, le congrès des jurisconsultes et médecins de langue catalane, le congrès des universités catalanes, les Etudes Universitaires Catalanes, le Diccionari català-valencià-balear promu par Antoni M. Alcover, le journalisme catalan, les collections de l'Editorial l'Avenç, etc. Enfin la dernière de ces initiatives collectives de redressement national et qui, en raison de son caractère transversal, pouvait obtenir plus de soutien populaire malgré son caractère scientifique était le Premier Congrès International de la Langue Catalane, intitulé «Aixeca't i parla» («lève toi et parle»).
Les circonstances politiques dans lesquelles s'est tenu le Congrès, c'est-à-dire, la promulgation de la Ley de Jurisdicciones (« loi des juridictions ») après la suspension des garanties constitutionnelles à Barcelone, unirent le catalanisme dans la Solidaritat Catalana (solidarité catalane) et ont fait de la célébration du Congrès un acte patriotique. La Lliga Regionalista (Ligue Régionaliste) en a également profité pour rendre publique sa politique culturelle noucentiste qui s’appliquera plus tard.

## Participation
Plus de 3000 congressistes assistèrent au Congrès, y compris des particuliers et des représentants de sociétés, en provenance de tous les Pays Catalans, presque tous des nonlinguistes, ce chiffre aurait pu être bien plus important s’ils avaient admis les 2000 inscriptions rejetés hors délais. La participation sociale au Congrès, en particulier dans les actes qui ne sont pas strictement académiques, deviendrait un acte d'affirmation nationale et de réunion des pays de langue catalane. Ce succès de la convocation a été un témoignage de la percée et de l'irréversibilité du rétablissement de l'usage social de la langue catalane depuis le début de la Renaixença (1833), et a représenté un plébiscite national en faveur des linguistes qui ont dû effectuer la codification de la langue catalane et en faveur de la normalisation linguistique. Le congrès a également aidé Pompeu Fabra à se faire connaître publiquement.
Comme représentants des différentes villes de langue catalane, selon l'expression employé par le Congrès, il faut citer, en plus des autres congressistes, organismes et membres de la commission technique, du Principat de Catalogne : Ramon d'Abadal, Joan Bardina, Marià Grandia, Àngel Guimerà, Joan Maragall, Pompeu Fabra, Manuel de Montoliu, Enric Prat de la Riba, Joan Rubió i Bellver, Joaquim Ruyra; du Pays Valencien en qualification des honoraires, Teodor Llorente, Lluís Fullana Faustí Barberà Martí, Vicent Mancho Soriano i Vicent Greus i Roig d'Alginet, puis magistrat de l'audience de Barcelone et l'association Lo Rat Penat; des Balears Joan Alcover et Maspons, Gabriel Alomar et Villalonga, Miquel Costa et Llobera, Mateu Obrador et Bennàssar, Àngel Ruiz et Pablo et Llorenç Riber; de la Catalogne du Nord, Juli Delpont et Esteve Caseponce; de l'Alguer, Antoni Ciuffo et Joan Palomba.
Ont participé au Congrès les scientifiques étrangers suivant : Körösi Albin (Budapest), Adolfo Bonilla et Sanmartín (Madrid), Göran Björkmann (Stockholm), Dimitrios Bikelas(Athènes), Joseph Calmette (Dijon), Albert Counson (Halle), Prospèr Estieu (Raissacsobre-Lampy, Llenguadoc), Arturo Farinelli (Innsbruck), Raymond Foulché-Delbosc(Paris), Pier Enea Guarnerio (Milan), Aniceto Goçalves Vianna (Lisbonne), Fritz Holle (Berlin), Marcelino Menéndez Pelayo, membre de la presidence honoraire, Ramón Menéndez Pidal (Madrid), Alfred Morel-Fatio (Paris), Kristoffer Nyrop (Gentofle, Copenhage), Antonín Pikhard (Prague), Antonio Restori (Messine), Huch A.Rennert(Filadelfia), Antonino Salinas (Palerme), Bernhard Schädel (Halle), Jean-Joseph Saroïhandy (Versailles), Karl Vollmöller (Dresde) et Eberhard Vogel Müller (Aix-la-Chapelle).

## Importance
La première conséquence de la célébration du Congrès a été l'augmentation du prestige du catalan. L’autre a été la fondation de la Section Philologique de l'Institut des Etudes Catalanes, obtenue après la victoire électorale de la coalition de Solidaritat Catalana, par Enric Prat de la Riba, qui s'est entouré des collaborateurs d'organisation du Congrès (Antoni Rubió et Lluch, Jaume Massó et Torrents, Joaquim Casas-Carbó et Josep Pijoan et Soteras). Prat de la Riba au Congrès avait honoré publiquement son président, Antoni M. Alcover, puis le nomma président de la Section Philologique et nomma Pompeu Fabra, membre de la Section, grâce à laquelle il a pu corriger le langage moderne. En 1913 l'Institut d'Etudes Catalanes approuva les normes orthographiques puis la grammaire de Pompeu Fabra (1918) et enfin le Dictionnaire général de la langue catalane (1932), travail de ce même linguiste.
Une autre conséquence du Congrès fut que l'orthographe, la grammaire et le Dictionnaire officiels pouvaient être répandus sans presque aucune opposition dans tous les pays catalans. À la suite de cela, le catalan a beaucoup progressé dans tous les domaines. Plus tard, pendant la dictature franquiste, l'acceptation de ces normes a également rendu possible l'enseignement clandestin du catalan et, après la dictature, une reprise rapide et intense a été obtenue grâce à l'extension de l'alphabétisation catalane qui fut réalisée et au prestige que cela avait donné à la langue.

## Contenu
Au départ, le thème du Congrès devait être la syntaxe, mais, faute de spécialistes dans le pays, il s'est étendu à toute la grammaire puis à toutes sortes de questions liées au catalan, et aux événements internationaux. Les communications ont été réparties en trois sections : la philologique-historique, la littérature et le socio-juridique. Seront présentés les travaux sur l'histoire sociale de la langue (substrat, adstrat, expansion, etc.), la dialectologie, les frontières linguistiques, les terminologies et les langues de spécialité (juridique, architecture et construction, médecine, philosophie), la situation sociolinguistique, l'interférence linguistique, la morphologie, la syntaxe, la lexicographie, la phonétique et la prosodie, l'orthographe, l'étymologie, la traduction, le journalisme, la pédagogie, la démographie, la jurisprudence, etc. Parallèlement au Congrès, une exposition du livre en catalan fut également célébrée.
La communication de Bernard Schädel intitulé À propos de l'avenir des études linguistiques catalanes, qui comprenait notamment la nécessité d'un atlas linguistique catalan; celui des monarques Joan Aguiló et Antoni Riera avec la première carte du territoire de la langue catalanes et les premières statistiques de leurs locuteurs; celle de Josep Bertan et Musitu faisant référence aux droits linguistiques des locuteurs catalans et à l'obligation de l'Etat espagnol de protéger et de promouvoir la langue catalane; celle de Joaquim Casas-Carbó, intitulée Manière dont sera renforcé et consolidé les liens de solidarité naturel entre le peuple et la langue catalane en s’assurant l’avenir de notre littérature; celle de Pompeu Fabra avec l'un de ses tests d'orthographe les plus importants; et celui d'Enric Prat de la Riba appelé Importance de la langue dans le concept de la nationalité.
Le livre Premier Congrès International de la Langue Catalane recueille toutes les informations relatives au Congrès, y compris les interventions des locuteurs et les amendements des personnes qui les présentent, en indiquant s'ils ont été admis ou non par les locuteurs.

## Actes
Les actes non académiques du Congrès ont consisté à la session inaugurale, au Teatre Principal ; l’inauguration de l’exposition du livre catalan, au Palau de Belles Arts ; une garden-party au Parc Güell, avec de la musique populaire et des sardines ; une Fête du Théâtre Catalan, au Teatre Principal; une fête de musique populaire ; un déjeuner pour les congressistes étrangers au Tibidabo, avec l’inauguration de la pierre tombale de Jacint Verdaguer ; la session de clôture ; une représentation au Saló de Cent, de la Casa de la Ciutat ; des excursions dans différentes villes et une réception à l’Ateneu Barcelonès.